# I Monster
I Monster er en britisk electronica gruppe. Gruppen blev dannet i 1997 og udgav senere samme år debutalbummet These Are Our Children.
| Musikgruppe | Spire Denne artikel om en britisk musikgruppe er en spire som bør udbygges. Du er velkommen til at hjælpe Wikipedia ved at udvide den. |